# Claude Masse (ingénieur)
Pour les articles homonymes, voir Claude Masse et Masse (homonymie).
Claude Masse, né en 1652 à Combloux (duché de Savoie) et mort à Mézières le 26 mai 1737, est un ingénieur-géographe français.

## Biographie
Claude Masse est vraisemblablement né en 1651 à Combloux, dans l'ancien duché de Savoie, de Guillaume Masse, marchand, et d’Élisabeth Boinos. Il épouse le 14 janvier 1698 à la Rochelle Marie Papin (la sœur de celle-ci, Hélène, épouse en 1709 l'ingénieur Étienne Verrier). Il décède le 26 mai 1737 à Mézières. Marie Papin décède après l'accouchement de Claude Félix, en 1712.

### Carrière
L'ingénieur François Ferry, directeur des fortifications de Champagne et Picardie, recrute Claude Masse comme dessinateur et cartographe qui a environ 14 ans. Il lui est resté attaché jusqu'à sa mort, en 1701.
- 1673, il est connu de Vauban et de François Ferry.
- 1677, lors du siège de Toul Louis XIV le remarque.
- 1679, il suit François Ferry à La Rochelle lors de sa nomination comme directeur des fortifications en Aunis, Poitou, Saintonge, Guyenne, Navarre et Béarn. Il reste son collaborateur jusqu'à sa mort en 1701.
- 1688, il dessine les projets de fortifications de Ferry pour Bayonne et Saint-Jean-Pied-de-Port. Il est chargé de dresser la carte de toute la côte de l'océan depuis le bassin d'Arcachon jusqu'à Bourneuf. Il va y consacrer 36 ans de sa vie, jusqu'en 1724. Plus de 100 cartes ont été dressées.
- 1702, il est nommé ingénieur ordinaire du Roi Louis XIV.
- À la fin  de 1721, il envoie au marquis d’Asfeld, membre du Conseil de Marine, directeur général des fortifications depuis 1718, la Carte généralle de partie des costes du Bas Poitou, pays d’Aunis, Saintonge et partie de Médoc, avec un mémoire de 176 pages. Le Conseil se montre satisfait et demande à Claude Masse de continuer jusqu'à Bordeaux.
- 1724, il est nommé à Lille avec pour mission de dresser les cartes de la frontière des Pays-Bas jusqu'à l'Allemagne. Il y a consacré le reste de sa vie. Il était aidé par ses deux fils, eux aussi ingénieurs géographes. L'aîné est François, né en 1706, reçu ingénieur en 1726 et mort noyé au cours de la campagne de Hanovre en 1757 (guerre de Sept Ans). Le cadet, Charles-Félix, né à La Rochelle le 7 mars 1712, reçu ingénieur en 1731, mort lieutenant-colonel en retraite, à Salles, le 31 mai 1786. Claude Masse a exécuté en 1731 le grand plan de Bavay.

Il a travaillé à La Rochelle, Lille, Saintes et Mézières.
Il dresse de nombreuses cartes et de nombreux atlas dont notamment des côtes de l'Atlantique, des Flandres et du Hainaut partiellement archivées au Service historique de la défense au château de Vincennes.
Les nombreuses cartes et mémoires constituent un témoignage unique pour la ville de la Rochelle sur l'histoire et la physionomie des monuments rochelais.
|  |  |  |  |  |  |

## Famille
Claude Masse et Marie Papinont :

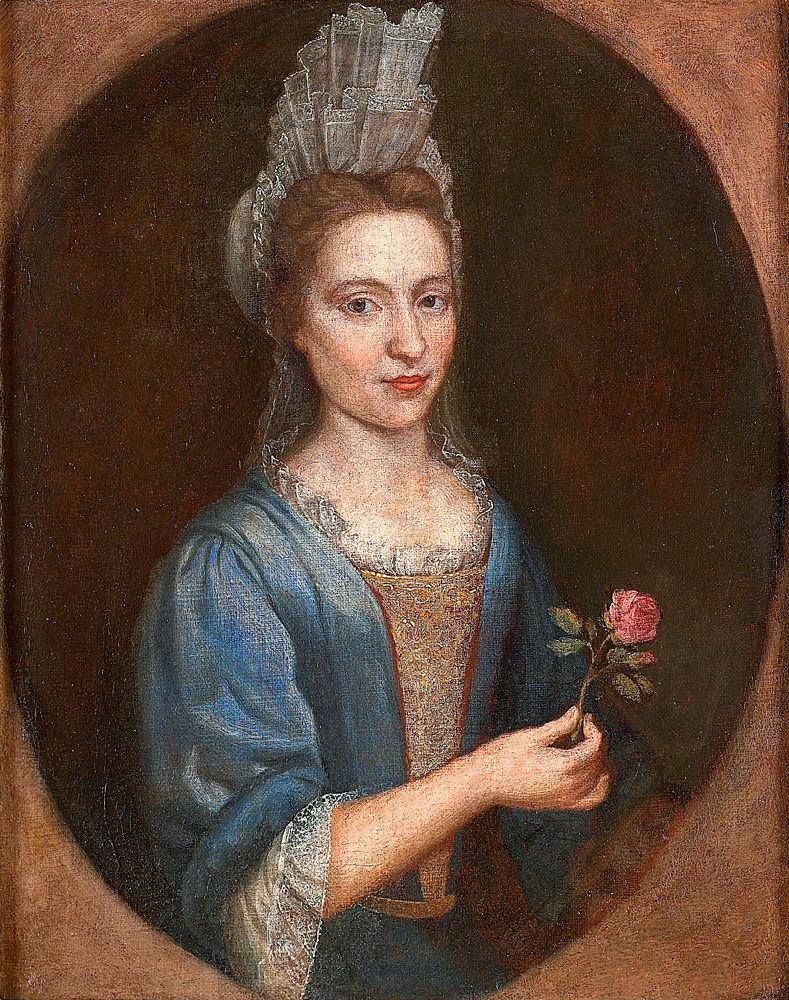
Mme Claude Masse, née Marie Papin.

- Marie-Anne Masse, ∞ Simon Louis Cottiby, capitaine de Grenadiers au régiment de Noailles, chevalier de l'ordre de Saint-Louis (petit-fils de Samuel Cottiby)
- François (1er septembre 1706, La Rochelle - 15 avril 1757, au siège de Marbourg[6].
- Claude-Félix (7 mars 1712, La Rochelle - 31 mai 1786 (à 74 ans) à Salles), nommé ingénieur en 1731, lieutenant-colonel en retraite.

Ses deux fils sont également ingénieurs cartographes. Ils suivirent leur père à Lille où ils travaillèrent à lever des cartes sous sa direction. Claude-Félix prit sa retraite à la Rochelle, habitant le 1 rue Albert-Ier.

## Hommages
- Rue Claude-Masse, La Rochelle.
- Rue Claude-Masse, Salles-sur-Mer.